# Dschungelkrieg

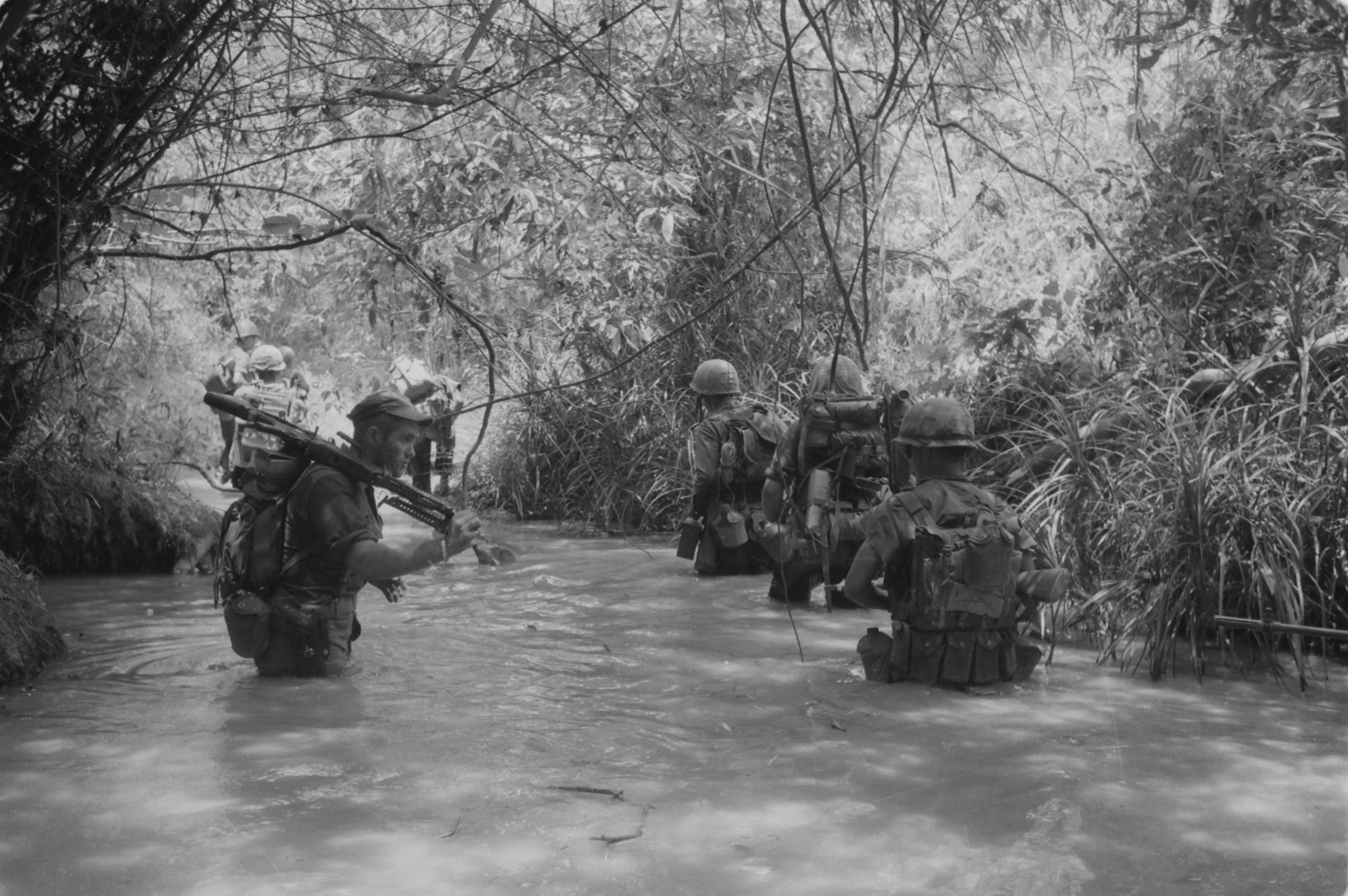
Dong Ha, Vietnam. US Marines auf Patrouille

Der Ausdruck Dschungelkrieg bezeichnet im Militärwesen den Waldkampf im Dschungel, also in dichtem, meist tropischem Regenwald in der feucht-heißen Klimazone der Tropen. Diese erfordert besondere Ausrüstung und Bekleidung. Die Kampfweise gleicht der im Waldkampf mit einer tiefen Staffelung und starken Reserven sowie nur einer bedingten Unterstützung durch Schützenpanzer der Panzergrenadiere und Kampfpanzer der Panzertruppe. Die eigene Artillerie und die Luftwaffe kann die eigene Infanterie durch die schwierigen Verhältnisse und ungenügende Ortsbestimmung nur bedingt unterstützen.

## Allgemein

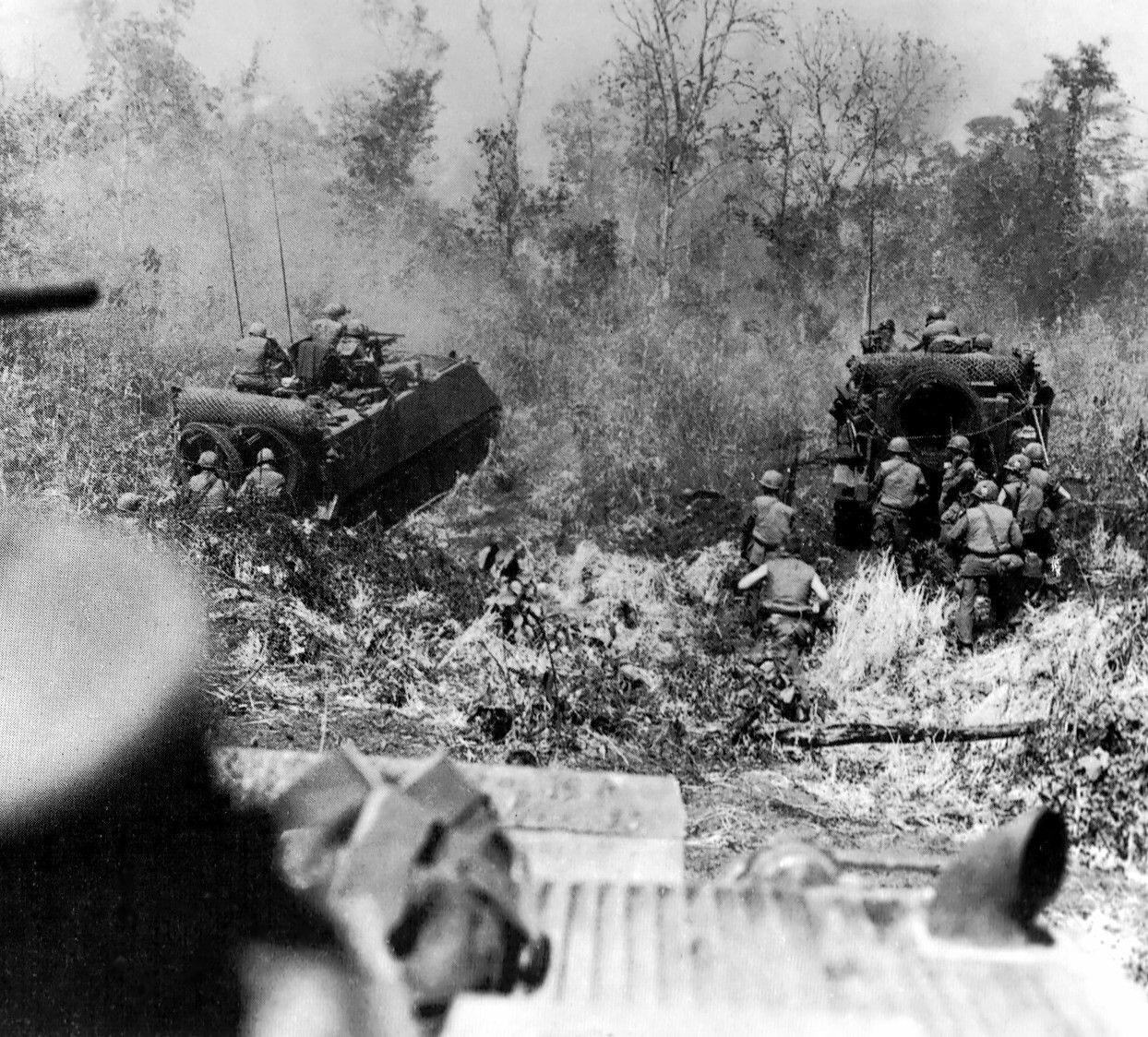
US-Panzer M113 versuchen den vietnamesischen Urwald bei Tam Ky zu durchdringen

Der Dschungelkrieg stellt moderne Armeen vor Probleme, da er gegenüber anderen Gefechtssituationen erhebliche Änderungen in der Vorgehensweise nötig macht. Durch das besondere Gelände ist der Einsatz von Fahrzeugen, von Jeeps über Lkws bis zu Panzern nicht möglich. Die Unterstützung durch Artillerie oder Luftnahunterstützung ist oft nur begrenzt möglich. Ebenso stellen kontinuierliche Versorgung und der Entsatz der Truppen im Dschungelkrieg hohe logistische Anforderungen. Die ständige Hitze, die hohe Luftfeuchtigkeit und der allgegenwärtige Schlamm belasten nicht nur die Gesundheit und Moral der Soldaten, sondern greifen auch technisches Gerät an. Waffen, Funkgeräte, Werkzeug, selbst Kleidung und Schuhwerk bedürfen permanenter Pflege, um nicht ihren Dienst zu versagen. Viele übliche Waffen können wegen des dichten Baumbestandes nicht eingesetzt werden: Es gibt zum Beispiel nicht genug Platz, um Handgranaten weit genug zu werfen. Dasselbe gilt auch für Gewehrgranaten und Mörsermunition. Artillerie kann durch die geringe Sichtweite nur bedingt den Kampf der eigenen Infanterie unterstützen, Artilleriegranaten explodieren schon beim Berühren der Baumgipfel.
Als weitere Belastung erweisen sich oft nicht nur zahlreiche teils tödliche Krankheiten wie z. B. Malaria oder die Legionärskrankheit, sowie giftige und gefährliche Tiere wie Schlangen, sondern auch die oft lange Isolierung der Truppe von jeglicher Zivilisation. Unter den Soldaten breitet sich mit der Zeit das Gefühl aus, nur "für das nächste Stück Urwald" zu kämpfen.

## Geschichte

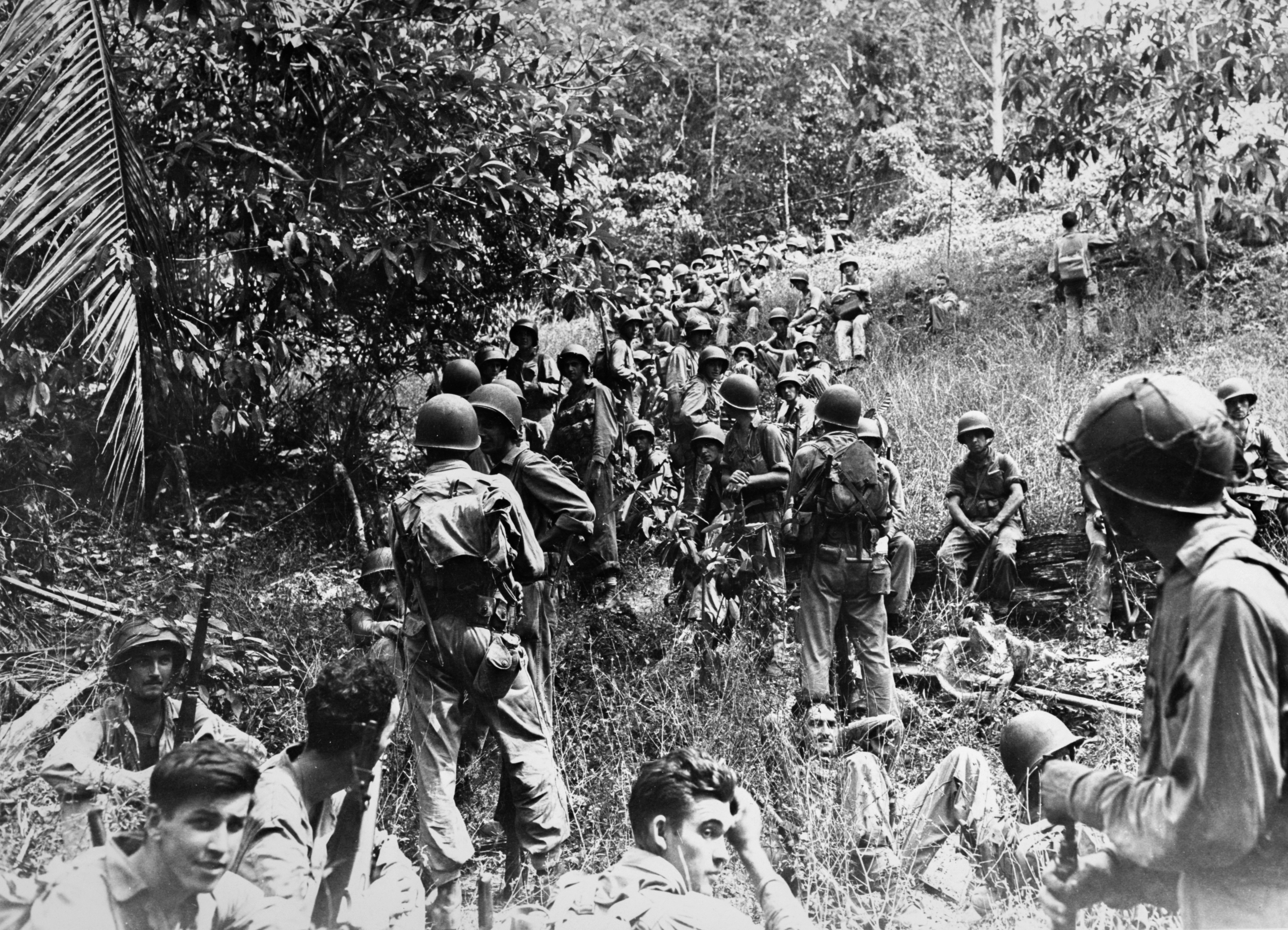
Marines pausieren im Urwald von Guadalcanal

Die ersten Europäer, die den Dschungelkampf wie oben beschrieben erlebten, waren die spanischen und portugiesischen Conquistadores, die zwischen 1500 und 1600 Südamerika eroberten. Auf der Suche nach El Dorado starben Tausende von ihnen in den Urwäldern.
Im Zweiten Weltkrieg kam es zu Dschungelkämpfen bei der Japanischen Invasion der Malaiischen Halbinsel, bei der die Japaner für den schnellen Vormarsch Fahrräder einsetzten, mit der Schlacht um Singapur, der Schlacht um Guadalcanal, der Rückeroberung von Neuguinea und in Birma gegen die japanische Armee.

## Vietnam

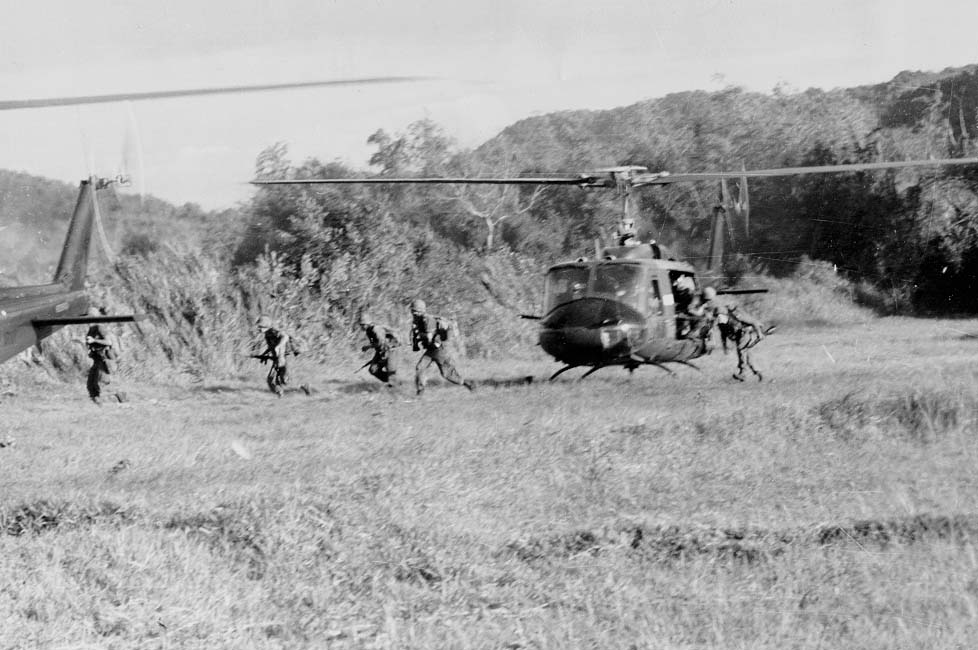
Hueys setzen Infanterie ab. La Drang, Vietnam 1965.

Während des Vietnamkrieges versuchten die US-Streitkräfte diese Probleme durch den massiven Einsatz von Transporthelikoptern des Typs Bell UH-1 auszugleichen.
Im Dschungel wurden Lichtungen gerodet, auf denen Feldlager eingerichtet wurden. Die Helikopter flogen die Infanterie in die Einsatzgebiete, boten mit ihren von Doorgunnern bedienten M60-Maschinengewehren Feuerunterstützung, wiesen Artillerie und Air Force ein, flogen Nachschub ein und Verwundete und Gefangene aus. Nach Abschluss der Kampfhandlungen holten sie die überlebenden GIs wieder ab.
Diese Strategie schlug fehl. Die US-Soldaten saßen in den Feldlagern und Kasernen fest, während die FNL ungehindert operieren konnte. Rückte die so genannte Kavallerie aus, waren die Helikopter früh zu hören und zu sehen, die Guerilleros konnten beliebig ausweichen. Stellten sie sich zum Kampf, konnten sie die tief einfliegenden Helikopter, lange bevor sie die Truppen absetzten, unter Beschuss nehmen.

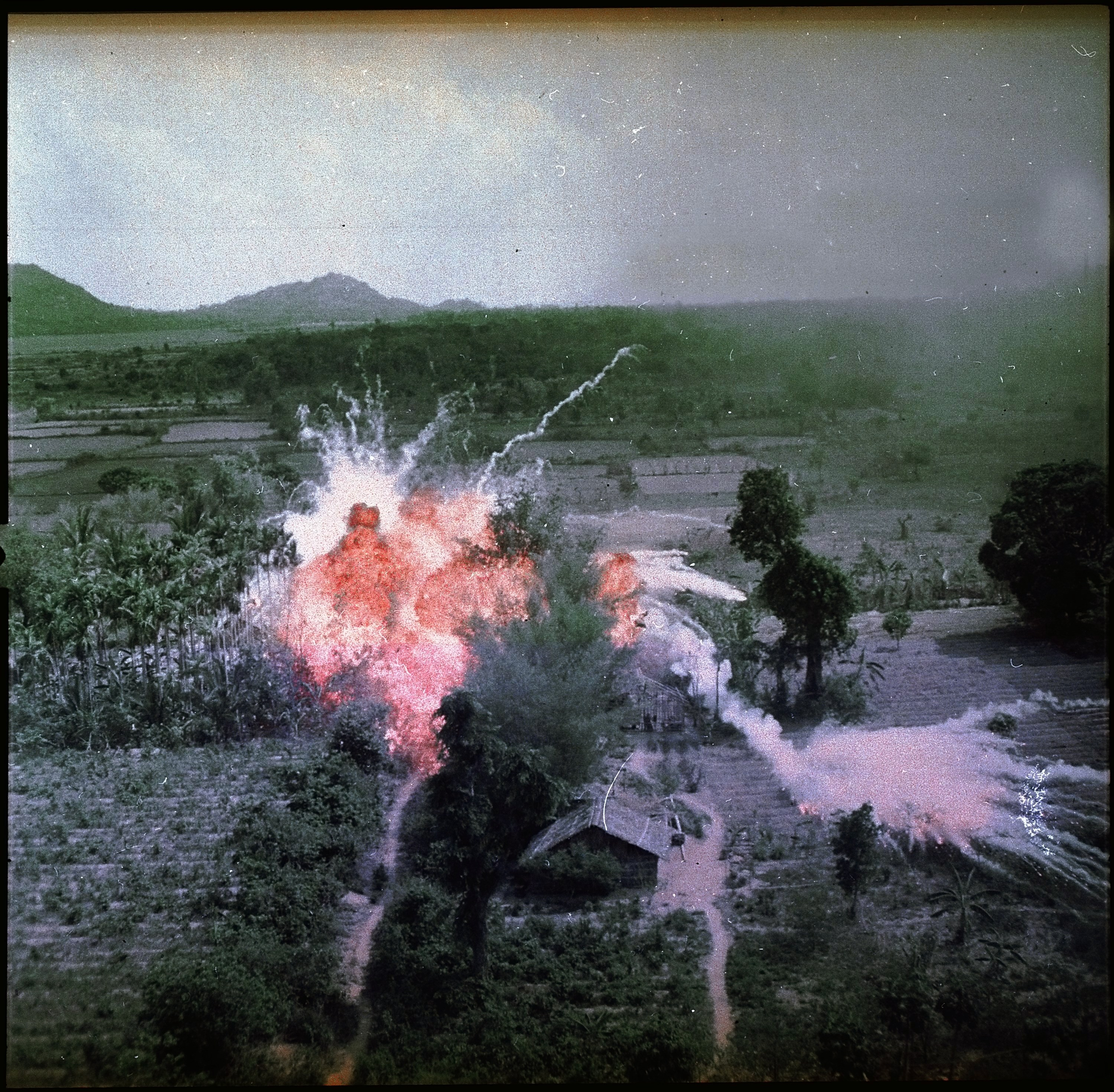
Napalmangriff auf Vietnam

Aufgrund des mangelnden Erfolges ihrer Helikopterstaffeln änderten die USA ihre Strategie. Nun versuchten sie mit massiven Napalmbombardements, aber auch mit neuartigen Flugzeugen wie Gunships, die Nordvietnamesen aus der Luft zu besiegen.
Auch diese Strategie schlug fehl. Da die Piloten den Feind im Urwald nicht sehen konnten, waren sie auf Zielzuweisungen durch die Infanterie oder durch Beobachter aus der Luft angewiesen. Die Patrouillen durchstreiften den Urwald, bis sie auf den Feind trafen. Dann gaben sie die Feindkoordinaten an die Leitstellen weiter, die die Luftwaffe einwiesen. Bis die Bomber eintrafen, mussten sich die GIs zurückgezogen haben, um nicht in Friendly Fire zu geraten. Diese Zeit konnten die Vietnamesen allerdings ebenfalls nutzen, um ihre Positionen zu verändern. Dadurch schlugen die meisten Angriffe fehl. Während dieser sogenannten Operation Rolling Thunder verbrauchten die Amerikaner rund 15 Millionen Tonnen Sprengstoff; doppelt so viel wie während des gesamten Zweiten Weltkriegs.
Eine weitere beliebte Strategie der USA war der Einsatz von Herbiziden wie Agent Orange, sie sollten den Dschungel entlauben, Nahrungsgrundlagen der Guerilla entziehen und den Guerilleros die Rückzugsmöglichkeiten nehmen.

## Heute
Als für den Dschungelkampf besonders qualifiziert gilt die französische Fremdenlegion. In Rochambeau, Französisch-Guayana, betreibt die Legion ein Ausbildungszentrum, in dem nicht nur Legionäre, sondern Truppen aus aller Welt ausgebildet werden.
Die Legion hat aus ihren Erfahrungen aus dem Indochinakrieg gelernt. Sie setzt nicht mehr auf große Truppenaufmärsche und schwere Waffen wie noch die USA in Vietnam, sondern auf den Kampf auf Gruppenebene. Kleine Einheiten mit leichten Waffen, die voneinander und von übergeordneten Stellen unabhängig agieren können. Vor allem sollen die Legionäre möglichst lange unabhängig von Nachschub sein. Deshalb lernen die Legionäre, sich vollständig aus dem Dschungel zu ernähren und mit möglichst vielen verschiedenen Waffen umzugehen. So können sie Beutewaffen benutzen und sind nicht auf Munitionsnachschub angewiesen.
Der britische Special Air Service und die Infanterie der Britischen Armee trainiert im Dschungel von Belize unter Anleitung eines Ausbildungskommandos der BDF. An diesen Lehrgängen nehmen auch andere Spezialeinheiten auch aus Deutschland teil.